# Volta al País Basc 1969
La Volta al País Basc 1969 és la 9a edició de la Volta al País Basc. La cursa es disputà en cinc etapes, una d'elles dividida en dos sectors, entre el 16 i el 20 d'abril de 1969 i un total de 891 km.
Trenta-quatre anys després de la disputa de la darrera edició va renéixer la cursa, en aquesta ocasió associada a la Bicicleta Basca. Les dificultats econòmiques per les quals passava aquesta cursa va possibilitar aquest fet.
El vencedor final fou el francès Jacques Anquetil (Bic), que d'aquesta manera aconseguia la seva gran darrera victòria com a professional. Anquetil va ser acompanyat al podi pels espanyols Francisco Gabica i Mariano Díaz Díaz, ambdós de l'equip Fagor.

## Equips participants
En aquesta edició hi van prendre part quatre equips i un total de 39 ciclistes: 2 equips espanyols (Kas i Fagor) i dos de francesos (Bici Mercier).

## Etapes
| Etapa | Data       | Recorregut               | Km  | Vencedor de l'Etapa    | Líder de la general    |
| ----- | ---------- | ------------------------ | --- | ---------------------- | ---------------------- |
| 1a    | 16 d'abril | Eibar - Vitòria          | 185 | Michael Wright (GBR)   | Michael Wright (GBR)   |
| 2a    | 17 d'abril | Vitòria - Pamplona       | 203 | Joaquín Galera (ESP)   | Joaquín Galera (ESP)   |
| 3a    | 18 d'abril | Pamplona - Sant Sebastià | 171 | Luis Ocaña (ESP)       | Joaquín Galera (ESP)   |
| 4a A  | 19 d'abril | Sant Sebastià - Guernica | 118 | Raymond Riotte (FRA)   | Joaquín Galera (ESP)   |
| 4a B  | 19 d'abril | Guernica - Bilbao        | 43  | Raymond Poulidor (FRA) | Jacques Anquetil (FRA) |
| 5a    | 20 d'abril | Bilbao - Eibar           | 171 | Domingo Perurena (ESP) | Jacques Anquetil (FRA) |

## Classificació general
|    | Ciclista                  | Equip   | Temps       |
| -- | ------------------------- | ------- | ----------- |
| 1  | Jacques Anquetil (FRA)    | Bic     | 25h 22' 02" |
| 2  | Francisco Gabica (ESP)    | Fagor   | + 32"       |
| 3  | Mariano Díaz Díaz (ESP)   | Fagor   | + 40"       |
| 4  | Gregorio San Miguel (ESP) | KAS     | + 1' 06"    |
| 5  | Eduardo Castelló (ESP)    | KAS     | + 2' 57"    |
| 6  | Luis Ocaña (ESP)          | Fagor   | + 3' 59"    |
| 7  | Raymond Poulidor (FRA)    | Mercier | + 4' 08"    |
| 8  | Joaquín Galera (ESP)      | Fagor   | + 4' 19"    |
| 9  | Domingo Perurena (ESP)    | Fagor   | + 6' 59"    |
| 10 | Eusebio Vélez (ESP)       | Fagor   | + 8' 32"    |